# ノーベル症
ノーベル症（ノーベルしょう：Nobel diseaseまたはNobelitis）とは、ノーベル賞受賞者の一部が主に後年、奇妙であったり科学的に不合理な説を抱くこと 。ノーベル賞受賞者が自分の専門分野以外の話題について語る力を与えられたと感じる傾向からくる、と主張されている。その一方で、ノーベル賞受賞者は果たして一般人よりもこの傾向に陥りやすいのかどうかは不明である。 2001年のノーベル生理学・医学賞の共同受賞者の一人であるポール・ナースは、自身より後の受賞者に対し（あなたは）「自分がほぼ全てについての専門家であると信じ、大議論が巻き起こっているほぼ全ての問題に一家言を述べる用意があると信じ、ノーベル賞によって与えられる権威の陰に隠れている」と警告した。

## 含意
ノーベル賞を受賞した科学者が、他の科学者よりも批判的思考の間違いを犯しやすい傾向にあるのかどうかは、統計的に不明である。その一方で、一分野の権威であるからと言って、別の分野でも権威であることにはならないという構成的証明は成り立つので、この現象は興味深い。そして、ノーベル賞を取ることが、科学的な才能があることや一般知能が高いことの証明の代わりになる限り、このような指標は、非合理的ではない。
ノーベル症は、一部の受賞者は、自分が普遍的に正しいと持てはやされると、それぞれの懐疑主義よりもそれぞれの確証バイアスの方が強化される、という説の論証にもなる。1976年のノーベル経済学賞受賞者であるミルトン・フリードマンは、ノーベル症の「解毒薬」のために経済学の考えから以下のように述べている。
私自身、風邪の治し方から、ジョン・F・ケネディ直筆サイン入りの手紙がいくらするのかまで、ありとあらゆる物事について意見を求められました。言うまでもありませんが、（ノーベル賞受賞によって）衆目を集めることは、へつらいなのです。 しかし同時に、堕落への誘惑でもあります。ノーベル賞を取ったことによって、どういうわけか受賞者の能力を超えて膨張していく世間の関心と、膨張するエゴ、この両方に対する解毒薬が切望されています。私の研究分野には、これに対する一つの明確な「解毒薬」があります。もっとたくさんの賞を作って、競争させるのです。しかしこれほどまでに成功した賞にとってかわるのは簡単ではありません。したがって、私たちの膨張するエゴが今後、長きにわたって安全か、疑わしいものです。

## 症例として報告された受賞者

### シャルル・ロベール・リシェ
シャルル・ロベール・リシェは1913年のノーベル生理学・医学賞受賞者。 アナフィラキシーの研究による。彼は超感覚的知覚、超常現象、ダウジング、亡霊を信じていた。

### ライナス・ポーリング
ライナス・ポーリングは1954年のノーベル化学賞受賞者。化学結合の研究による。受賞の10年前に彼はブライト病と診断され、ビタミンのサプリメントを摂取することを治療の一部にとりいれ、それにより体調が劇的に回復した、と主張した。彼は後年、多量のビタミンCを摂取することで、風邪をひきづらくなり、ひいても軽く済むと信じこむようになり、推奨される1日の摂取量の120倍のビタミンCを毎日摂取し続けた。さらに彼は、ビタミンCの大量摂取は統合失調症の治療に効果があり、がん患者の寿命をのばす、とも主張した。以上の主張には科学的な根拠はない。

### ウィリアム・ショックレー
ウィリアム・ショックレーは1956年のノーベル物理学賞受賞者。トランジスタの発明による。人種差別と優生学を推進した。

### ジェームズ・ワトソン
ジェームズ・ワトソンは1962年のノーベル生理学・医学賞受賞者。フランシス・クリックとモーリス・ウィルキンスともに、「核酸の分子構造および生体における情報伝達に対するその意義の発見」による。少なくとも2000年からワトソンは、黒人は白人よりも生得的に知性が低く、また熱帯地域で日光を浴び、メラニンのレベルが高いほど、肌の黒い人は性欲が高まる、と公式に主張し続けている。

### ニコ・ティンバーゲン
ニコ・ティンバーゲンは1973年のノーベル生理学・医学賞受賞者。個体的および社会的行動様式の組織化と誘発に関する研究による。受賞スピーチの中で彼は、自閉症の原因として多くの人が信じていない "冷蔵庫マザー"仮説を推した。これにより、"受賞者がほぼ知らない分野のことについてバカげたことを言うまでのほとんど打ち負かすことのできない最短記録"が打ち立てられた。1985年、ティンバーゲンは妻と共著で本を出した。自閉症に対し"en:holding therapy"を薦める内容で、この治療法は実証的に支持されておらず、肉体に危険が及ぶ。

### ブライアン・ジョゼフソン
ブライアン・ジョゼフソンは1973年のノーベル物理学賞受賞者。ジョセフソン効果の予測による。ジョセフソンは数多くの、科学的に支持を得られていなかったり疑われていたりする信条を推進していた。その中には、水はその中に溶かされた化学物質を記憶できるとするホメオパシーの概念や、超越瞑想は無意識のトラウマを意識的に認識させるのに役立つという見解や、人間はテレパシーでコミュニケーションできる可能性、などが含まれる。

### キャリー・マリス
キャリー・マリスは1993年のノーベル化学賞受賞者。ポリメラーゼ連鎖反応（PCR）の開発による。彼は、エイズはHIVによって引き起こされる、という受け入れられているうえに科学的に検証されてもいる見解に同意しなかった。

### リュック・モンタニエ
リュック・モンタニエは2008年のノーベル生理学・医学賞受賞者。HIVの発見による。2009年、彼自身が設立した査読のないジャーナルにて、彼は病原体（バクテリアやウイルス）のDNAを含む溶液は低周波電波を出すことができ、 周囲の水分子をナノ構造に並べ替えることができる、と主張した。彼は、先の溶液をもともとのDNAが事実上消えるまでかなり希釈しても、そのような性質は残り、水は接触していた物質の記憶を保持できると主張した。彼はさらに、DNA配列情報がこれらの電波に乗って、別の蒸留水の試験管に「テレポート」できる可能性がある、とも主張した。彼はまた、ワクチンが自閉症を引き起こし、抗生物質は自閉症に効くという、科学的に信用されていない見解を支持している。